# 江古田マーキー
江古田マーキー（えこだマーキー）は、練馬区にある老舗ライブハウス。1978年創業。創業者は上野裕二。

## 江古田マーキーを舞台とする作品
音楽
- 竹内緑郎と旅行かばん「江古田スケッチ」（1978年、日本ビクター〈CD再販：2023年4月1日、JVCケンウッド・ビクターエンタテインメント〉、作詞：竹内緑郎 / 作曲：岡野光矢）

舞台
- 江古田スケッチ（2011年8月、銀座みゆき館劇場、脚本・演出：朝倉薫（竹内緑郎）、主演：吉野紗香）[2]

## 関連書籍
- 生きる伝説のライブハウス「江古田マーキー」 青春を熱く駆け抜けよ! 武道家オーナーの人生行脚（2018年12月12日、講談社、著：上野裕二）